# El retiro de ALF
El retiro de ALF es un episodio de la serie de Estados Unidos ALF, donde se mencionan a los padres de ALF primera vez en la serie.

## Sinopsis
Lynn hace su árbol genealógico para la clase de sociología y le pregunta a ALF sobre sus parientes, ALF revisa su bolsa de la nave y ve una foto de sus padres el día de su boda, en la foto, ALF ve una nota que dice que sus padres se casaron en enero y que él nació en febrero. ALF menciona que ser hijo de un matrimonio es la peor deshonrra que hay en su planeta y que está demasiado deprimido para poder seguir viviendo.
Al otro día, Willie, mira una cinta de su grabadora que dice "Yo me voy debido a mi depresión. A un lugar donde la paz y la tranquilidad permitan la contemplación de las vicisitudes de la vida". Lynn, que ha escuchado eso antes, dice que debe de ser un monasterio. Mientras, ALF, se queda en el monasterio con sus amigos los monjes y justo llega Willie a salvarlo, ALF dice que no le molesta ser hijo de un matrimonio, que lo que le importa es que sus padres no se lo dijeron. Willie le dice que los padres siempre quieren que el hijo piense que son buenos y le cuenta una historia de cuando era niño, su madre le parecía la más linda del mundo pero cuando la vio en el tocador vio que se quitaba el cabello y desde entonces ya no pensó lo mismo de su madre. ALF vuelve con Willie.